# Časový ostrůvek

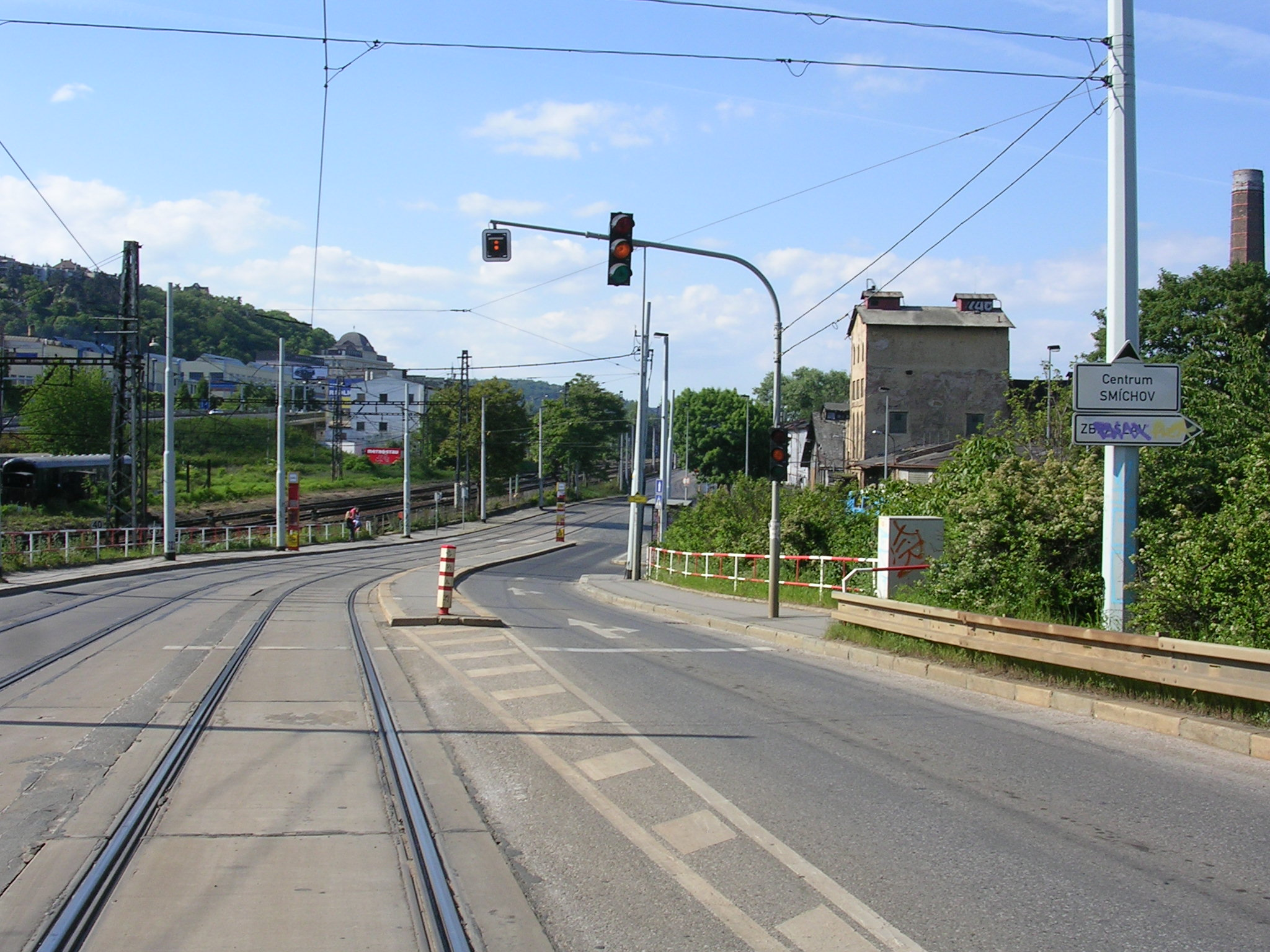
Světelná signalizace ve funkci časového ostrůvku u nástupního ostrůvku tramvajové zastávky Lihovar v Praze-Smíchově

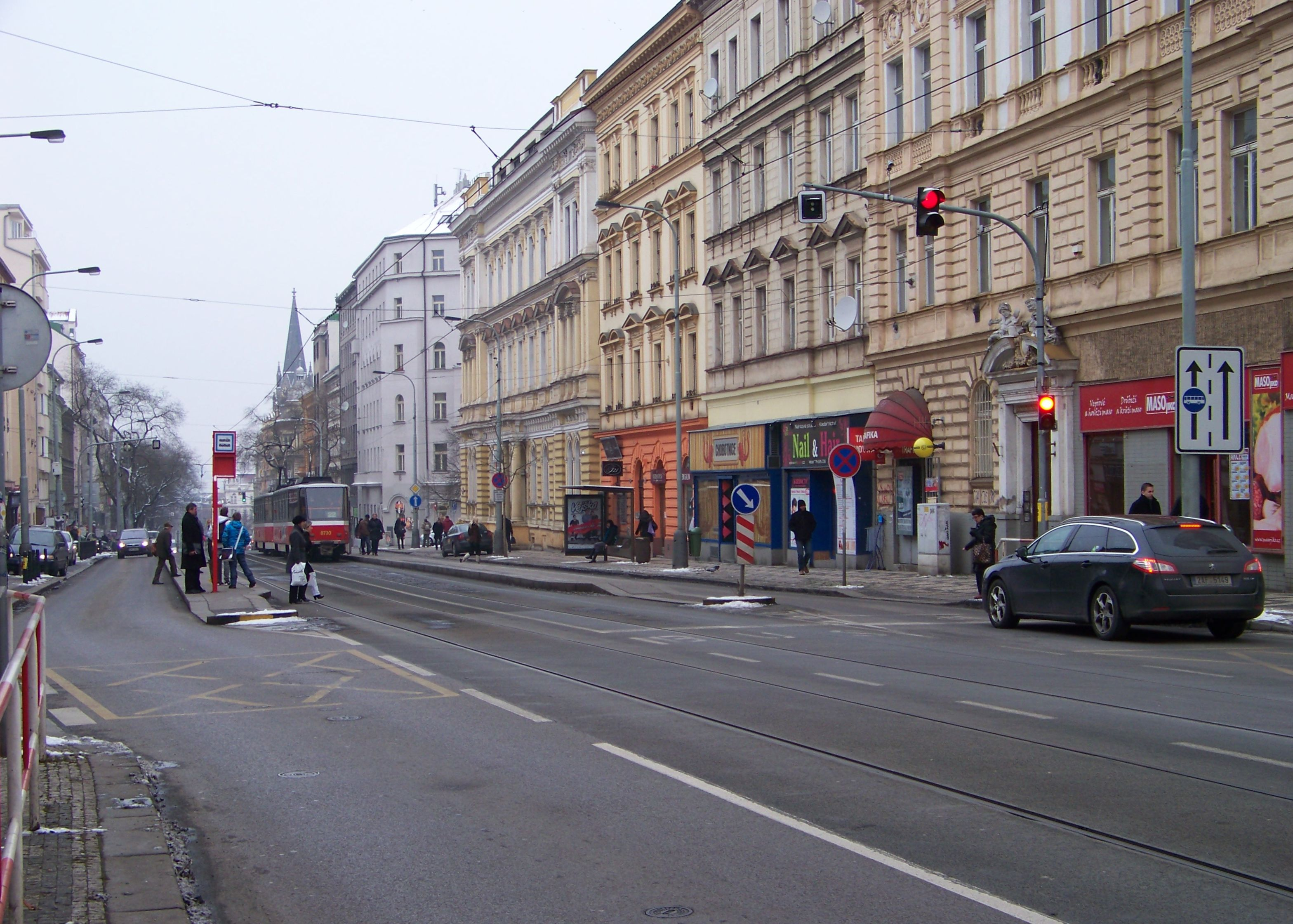
Světelná signalizace ve funkci časového ostrůvku u nástupního ostrůvku tramvajové a autobusové zastávky Jana Masaryka ve Francouzské ulici v Praze-Vinohradech

Časový ostrůvek (někdy též nazývaný světelná závora) je použití světelného signalizačního zařízení u tramvajové zastávky tak, že při příjezdu tramvaje do zastávky zastaví souběžnou silniční dopravu a po dobu pobytu tramvaje v zastávce tak zajistí nerušený odchod cestujících od tramvaje i nástup přes vozovku. Příjezd a odjezd tramvaje detekuje signalizační zařízení zpravidla trolejovými kontakty. Časový ostrůvek je určen pro použití buď v případě zastávek na nezvýšeném tramvajovém pásu uprostřed vozovky s nástupem přes vozovku (typické v německých městech) anebo tam, kde je nástupní ostrůvek příliš úzký anebo příliš vysoký obrat cestujících, takže by hrozilo, že nástupní ostrůvek bude přeplněný (pražské případy), případně v dalších zastávkách, kde je třeba snížit riziko nehod.

## Signalizační cyklus
Typicky je signalizační zařízení řešeno tak, že nedaleko před zastávkou je umístěno rameno s trojbarevným návěstidlem pro silniční dopravu a čočkovým návěstidlem pro tramvaje, přičemž na vozovce před úrovní signalizace je příčná čára souvislá (stopčára). V klidovém stavu, kdy v zastávce není tramvaj, na trojbarevném návěstidla bliká oranžové světlo. Přejede-li tramvaj přihlašovací trolejový kontakt, rozsvítí se oranžové a pak červené světlo. Po odjezdu tramvaje se signalizace opět přepne na blikací režim. Zelené světlo je sice součástí signalizačního zařízení, ale nikdy se nepoužívá. Návěstidlo pro tramvaje ukazuje stále signál „volno“. Pokud by však byla překročena stanovená maximální doba zastavení silniční dopravy, je signál „Stůj“ po uplynutí této doby ukončen, i kdyby ještě v zastávce byla tramvaj.

## Použití
Časové ostrůvky jsou jedním z prvků programu zrychlení tramvajové dopravy v německém Mnichově (ačkoliv provoz tramvají bezprostředně neurychlují), a to v případě zastávek bez nástupních ostrůvků, s nástupem přes vozovku. Projekt byl započat v roce 1994 na všech bezostrůvkových zastávkách na lince 20 (tehdy v trase Moosach – Effnerplatz).
Časové ostrůvky se používají také u některých tramvajových zastávek v Berlíně. V některých případech však signalizace časového ostrůvku nedetekuje přijíždějící tramvaje, ale pouze v pevném cyklu střídá volno pro tramvaje a pro silniční vozidla (například před křižovatkou Wilhelminenhofstrasse – Edisonstrasse ve směru od jihu).
Také v německém Krefeldu byly časové ostrůvky zřizovány v rámci opatření k preferenci MHD.
V Praze je časový ostrůvek použit na zastávce Pražská tržnice ve směru k zastávce Vltavská (asi od roku 2000, součást křižovatkového SSZ 7.135 křižovatky Bubenské náměstí – Argentinská) a na zastávce Lihovar ve směru k zastávce Smíchovské nádraží (zaveden v roce 2005, evidován jako SSZ 5.575). V zastávce Lihovar je u trolejového kontaktu navíc umístěn na trolejovém převěsu ultrazvukový snímač, který detekuje autobusy (ty zde mají zastávku společnou s tramvajemi). V zastávce Pražská tržnice v opačném směru je k vytváření časového ostrůvku využita signalizace na křižovatce před zastávkou. Kolem roku 2009 byly zřízeny časové ostrůvky v zastávkách Jana Masaryka na Francouzské ulici. Všechny tyto zastávky mají vlastní nástupní ostrůvek. Zřízení časového ostrůvku bylo výhledově plánováno i do zastávky Vysočanská na Sokolovské ulici ve směru z centra, v srpnu 2002 probíhalo na zřízení této signalizace územní řízení, avšak signalizace během několika dalších let nakonec zřízena nebyla. Funkci časového ostrůvku vytvářejí světelně řízené přechody pro chodce před zastávkami Hellichova na Malé Straně, kde se nastupuje přes vozovku.